# Умная среда
Умные среды связывают компьютеры и другие умные устройства с повседневными установками и задачами. К умным средам относят умные дома, умные города и умное производство .

## Введение
Умные среды - это продолжение всепроникающих вычислений . По словам Марка Вайзера, всепроникающие вычисления продвигают идею мира, который связан с датчиками и компьютерами.  Эти датчики и компьютеры интегрированы с повседневными предметами в жизни людей и связаны между собой через сети. 

## Определение
Кук и Дас  определяют умную среду как "маленький мир, где различные виды умных устройств, которые постоянно работают над тем, чтобы сделать жизнь обитателей более комфортной". Умные среды нацелены на удовлетворение потребностей людей из любой среды, заменяя опасную работу, физический труд и повторяющиеся задачи автоматизированными агентами. Послад  различает три типа интеллектуальных сред для систем, сервисов и устройств: виртуальные (или распределенные) вычислительные среды, физические среды и среды человека или их гибридную комбинацию:
- Виртуальные вычислительные среды позволяют интеллектуальным устройствам получать доступ к соответствующим службам в любом месте и в любое время.
- Физические среды могут быть оснащены различными интеллектуальными устройствами различных типов, включая метки, датчики и контроллеры, и иметь различные форм-факторы, начиная от нано-, микро- и до макроразмеров.
- Человеческие среды: люди, индивидуально или коллективно, по своей сути формируют интеллектуальную среду для устройств. Однако самих людей могут сопровождать интеллектуальные устройства, такие как мобильные телефоны, устройства для поверхностного монтажа (носимые компьютеры) и встроенные устройства (например, кардиостимуляторы для поддержания здоровой работы сердца или контактные линзы AR ).

## Функции
Умные среды в широком смысле классифицируются по следующим характеристикам:
1. Дистанционное управление устройствами, например, системы связи по линиям электропередач для управления устройствами.
2. Связь устройств с использованием промежуточного программного обеспечения и беспроводной связи для формирования картины подключенных сред.
3. Сбор/распространение информации из сенсорных сетей
4. Расширенные услуги с помощью интеллектуальных устройств
5. Возможности прогнозирования и принятия решений

## Технологии
Для создания умной среды используются следующие технологии:
1. Беспроводная связь
2. Разработка алгоритмов, прогнозирование и классификация сигналов, теория информации
3. Многоуровневая архитектура программного обеспечения, Corba, промежуточное ПО
4. Распознавание речи
5. Обработка изображений, распознавание изображений
6. Проектирование датчиков, калибровка, обнаружение движения, датчики температуры, давления, акселерометры
7. Семантическая сеть и графы знаний
8. Адаптивное управление, фильтры Калмана
9. Компьютерные сети
10. Параллельная обработка
11. Операционные системы

## Существующие проекты
Инициатива Aware Home Research в Технологическом институте Джорджии «посвящена междисциплинарному исследованию новых технологий и услуг, предоставляемых на дому» и была запущена в 1998 году как одна из первых «живых лабораторий».  Проект MavHome (Управление адаптивным многофункциональным домом) в Техасском университете в Арлингтоне представляет собой лабораторию умной среды с использованием самых современных алгоритмов и протоколов, используемых для предоставления индивидуальной, персональной среды для пользователей этого пространства. Проект MavHome, помимо обеспечения безопасной среды, стремится снизить потребление энергии жителями.  Другие проекты включают House_n в Медиа-лабораторию МТИ  и многие другие.